# Kopshouten vloer
Een kopshouten vloer is een vloer die uit aaneengesloten houten blokjes bestaat met als karakteristiek dat de blokjes met de jaarringen/vezelrichting haaks op het vloeroppervlak zijn aangebracht, waardoor gebruikgemaakt wordt van de houteigenschap dat over het algemeen de kopse kant de hardste kant is.
De hardheid van een kopshouten vloer is afhankelijk van de houtsoort, maar ook van de wijze waarop het hout bewerkt wordt. Kopshouten vloeren behoren tot de sterkste houten vloeren die beschikbaar zijn. Voorheen werden bedrijfsvloeren van kops vurenhout meestal in visgraatmodel uitgevoerd met blokjes van 4 cm breed, ca. 10 cm lang en met een dikte van 3 cm. Deze blokjes werden met vloeibare hete bitumen op betonvloeren geplakt. Aan de zijkanten van de vloer werd een zwelnaad van ongeveer anderhalve cm open gehouden, deze naad werd later opgevuld met vloeibare hete bitumen. Vloeren die waren blootgesteld aan vocht werden aan de bovenkant ook afgewerkt met hete bitumen en daar werd dan fijn zand op gestrooid zodat een soort asfaltlaag ontstond. 
Kopshout heeft over het algemeen een veel grotere weerstand tegen druk. Kopshout is dan ook veel sterker dan overlangs gezaagde planken en dus geschikt voor intensief gebruik. Tegenwoordig staat kopshout weer in de belangstelling, mede aangewakkerd door extra interesse bij de architecten. Vroeger meestal beschikbaar in grenen-, vuren- of eikenhout, nu zijn er meer houtsoorten te verkrijgen. Kopshout werkt geluidsisolerend, het enige nadeel is de gevoeligheid voor krimpen of uitzetten van het hout (met name door vocht/water).
Er waren ook vurenhouten blokjes die met creosoot werden geïmpregneerd. Dergelijke kopse blokjes werden in Amsterdam voor 1940 in grote aantallen tussen de tramrails aangebracht, dat vereenvoudigde het vernieuwen van de rails. Maar ook de bevolking van Amsterdam maakte er dankbaar gebruik van, door in de bezettingstijd alle blokjes te verwijderen en in de noodkacheltjes op te stoken. 